# Johann Gottlob Weidler
Johann Gottlob Weidler (* 7. Januar 1708 in Großneuhausen; † 10. September 1750 in Wittenberg) war ein deutscher Rechtswissenschaftler.

## Leben
Der Bruder des Johann Friedrich Weidler besuchte ab 1719 die kurfürstliche Landesschule Schulpforta und immatrikulierte sich am 18. Oktober 1724 an der Universität Wittenberg, um ein Rechtsstudium zu absolvieren. Nach Beendigung der Studien mit dem Abschluss eines Notars am 7. September 1728 widmete er sich zunächst der juristischen Praxis und wurde Notar und Advokat bei der sächsischen Landesregierung in Dresden.
1730 kehrte er nach Wittenberg zurück und hielt als Kandidat der Rechte Privatvorlesungen über juristische Themen. Am 2. Oktober 1732 wurde er zum Doktor der Rechte promoviert. 1737 war er außerordentlicher Beisitzer der juristischen Fakultät und am 11. Juni 1745 wurde er ordentlicher Professor des sächsischen Rechts, sowie damit verbunden ordentlicher Beisitzer der juristischen Fakultät, in welcher Stellung er verstarb.

## Werke
- Diss. inaug. (Praes. G. C. Bastinellero) qua problema, an et quatenus testamenta mystica ac praesertim heredum institutiones implicitae valeant? e iure tam veteri, quam hodierno eruitur. Schlomach, Wittenberg 1732. (Digitalisat)
- Disputatio theoretico-practica de eo, quod iuris est circa mulctas, sive poenas pecuniarias ; vulgo: von Geld - Bussen, tam iure Romano, quam Germanico, atque praesertim Saxonico Electorali. (Resp. Georg Wilhelm Liebe) Schlomach, Wittenberg 1733, 1746. (Digitalisat der Ausg. 1733)
- Diss. de quaestione iuris: an quis in emtione venditione, cui mulcta poenitentialis (ein Reu - Kauff) adiecta est, altera parte invita, poenitere, et soluta hac mulcta, resilire a contractu possit?  quae affirmatur, atque contra communem negantium sententiam defenditur. (Resp. Theodor Lebrecht Schmid)  Schlomach, Wittenberg 1734. (Digitalisat)
- Exercitatio iuridica De negotiis a falso procuratore gestis eorumque rati habitione. (Resp. Johann Christian Zoephel) Haken, Wittenberg 1737. (Digitalisat)
- Diss. exhibens quaestiones iuris criminalis controversas in homicidio. (Resp. Johann Gottlob Doering) Schlomach, Wittenberg 1750. (Digitalisat)
- Controversiae iuris saxonici et communis in processu executivo. (Resp. Christian August Kunad) Schlomach, Wittenberg 1750. (Digitalisat)
- Progr. de confusìone iurium. Wittenberg 1750
- De praepostera iuris patrii cum legibus peregrinis commixtione, in foris germ. occurrente. Wittenberg 1750. (Digitalisat)